# میدان فرهنگ
میدان فرهنگ در منطقه ۲ شهرداری تهران واقع شده و از جنوب به خیابان فرهنگ و از شمال به بلوار ۲۴ متری سعادت آباد و از غرب به خیابان سرو منتهی می‌گردد.